# نیروگاه برق آبی ماسنگا
نیروگاه برق آبی ماسنگا (به لاتین: Masinga Hydroelectric Power Station) یک سد خاکی و نیروگاه برقابی در کنیا است که در Embu County/Machakos County, Eastern Province (Kenya) واقع شده‌است.